# اکراس بی‌بال
اکراس بی‌بال (نام علمی: Apteribis) نام یک سرده منقرض‌شده از زیرخانواده اکراس است.